# Structured Inventory of Malingered Symptomatology
O Structured Inventory of Malingered Symptomatology (SIMS) é um teste psicométrico publicado por Smith e Burger.[1] Este teste foi originalmente destinado a medir exageros e fingimentos de sintomas neurológicos e psiquiátricos.  A tradução para o português (Inventário Estruturado de Simulação de Sintomas) foi publicada em 2017.[2]  O SIMS é um teste falso com especificidade muito baixa.[3]  Não diferencia pacientes legítimos de pessoas que fingem doença. [4,5,6,7,8,9,10]
Este teste causa danos a pessoas feridas e pacientes doentes, classificando-as como fingindo sintomas médicos.[11] Eles podem ser recusados tratamentos.